# 오산화 탄탈럼
오산화 탄탈럼(Ta2O5, tantalum pentoxide)은 탄탈럼의 산화물이다. 사방정계와 헥사고널 위상이 알려져 있다. Ta2O5는 가까운 UV에서 IR 분광 영역에 유용한 고굴절, 저흡수 물질이다. 그것은 단지 1470 °C 이상의 온도에서 환원된다.
Ta2O5는 전자공학에서 박막 고속 축전기를 만드는 데 사용된다. 1990년대에 DRAM 축전기 응용을 위해 연구되었다. 고 k 유전체로 탄탈륨 산화물에 관한 강력한 연구 관심이 있었다. 그 높은 굴절률 때문에 Ta2O55는 사진기 렌즈의 유리 제조에 사용된다.
오산화 탄탈럼은 그 알콕사이드의 가수분해로 합성한다.
2 Ta(OCH2CH3)5 + 5 H2O → Ta2O5 + 10 HOCH2CH3